# Gunung Kayee Keunyet
Gunung Kayee Keunyet är ett berg i Indonesien.   Det ligger i provinsen Aceh, i den västra delen av landet, 1 700 km nordväst om huvudstaden Jakarta. Toppen på Gunung Kayee Keunyet är 340 meter över havet, eller 64 meter över den omgivande terrängen. Bredden vid basen är 1,4 km.
Terrängen runt Gunung Kayee Keunyet är varierad.Runt Gunung Kayee Keunyet är det ganska tätbefolkat, med 60 invånare per kvadratkilometer. Närmaste större samhälle är Reuleuet, 17,4 km nordväst om Gunung Kayee Keunyet. I omgivningarna runt Gunung Kayee Keunyet växer i huvudsak städsegrön lövskog.